# Teatro Nacional de la Opéra-Comique

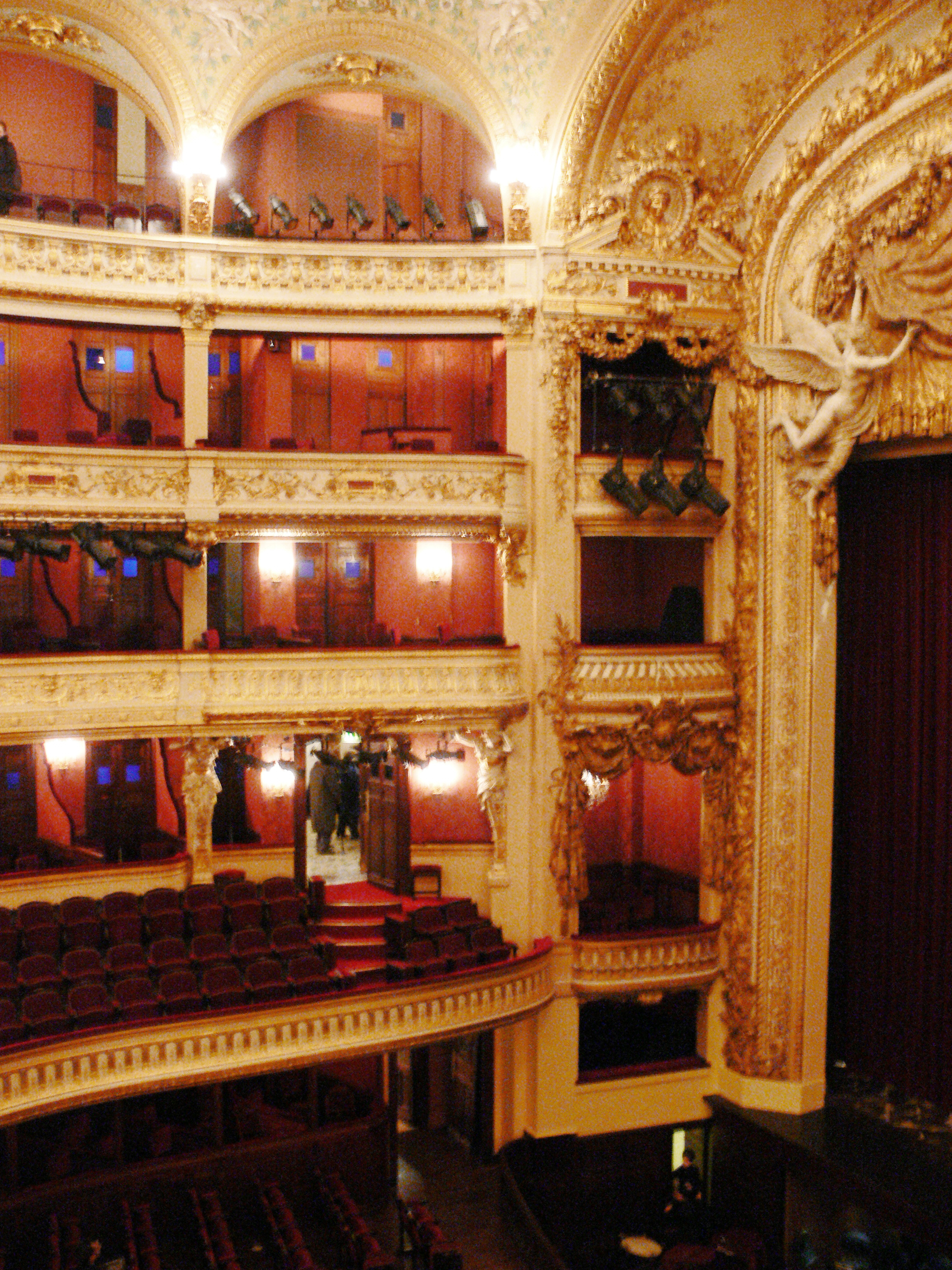
Interior de la Opéra-Comique.

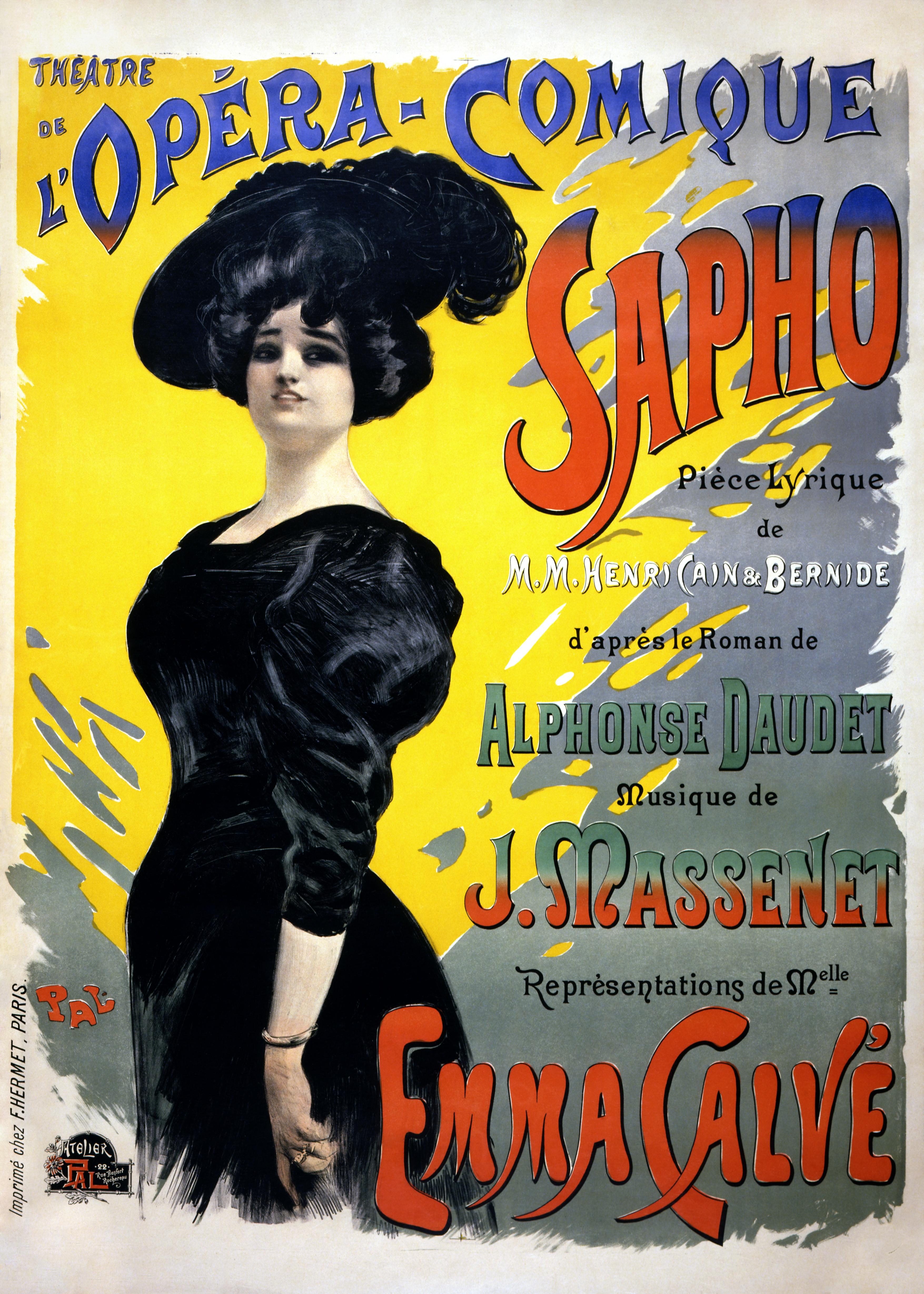
Cartel anunciando la obra Sapho.

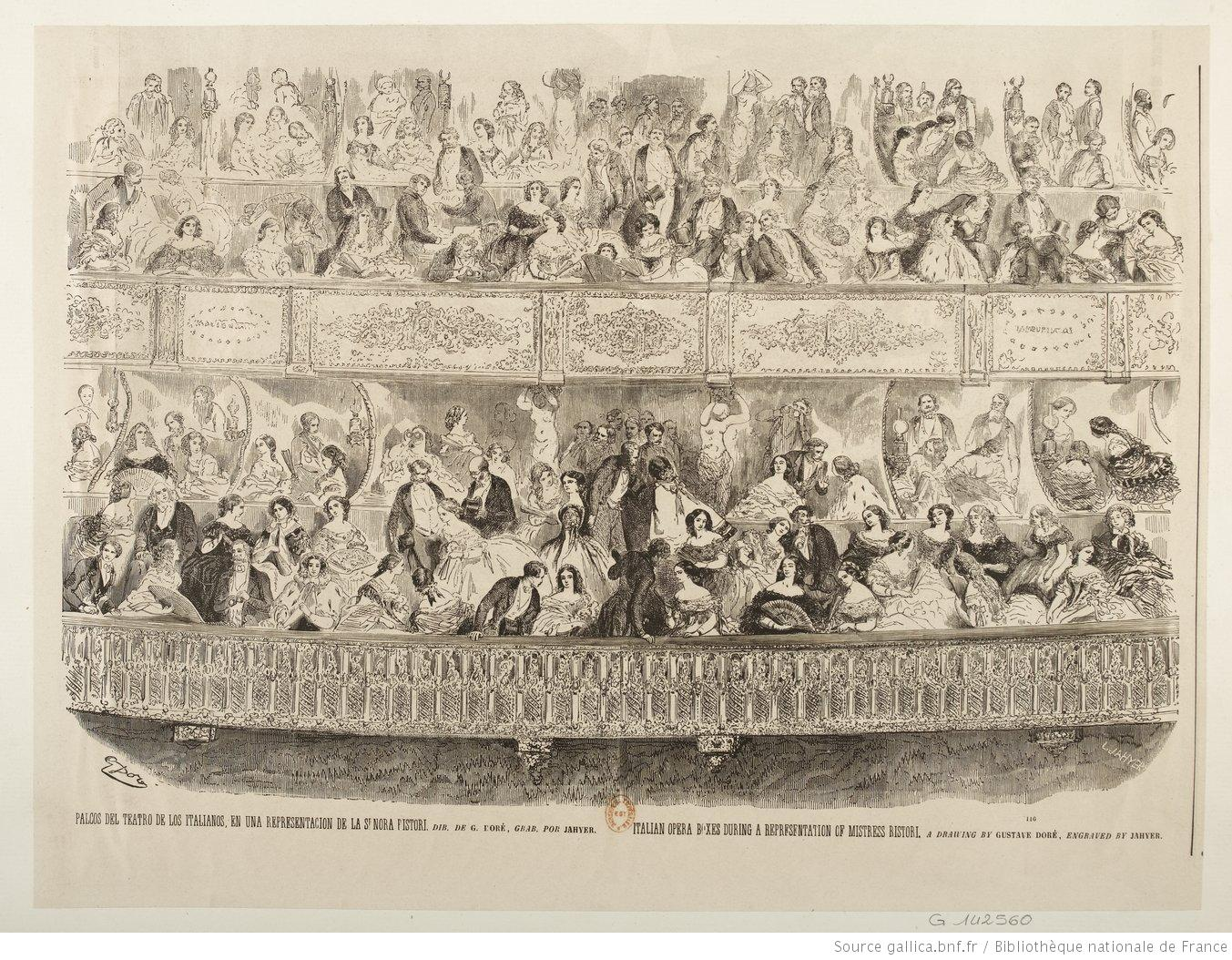
Palcos en los Italianos, en el París de 1856, dibujo de Doré, grabado por Jahyer.

El Teatro Nacional de la Opéra-Comique (en francés: Théâtre national de l'Opéra-Comique) es una sala de espectáculos situada en la plaza Boieldieu, en el II Distrito de la ciudad de París. Recibe su nombre del género lírico al que estuvo consagrada, la opéra-comique, conocido como Comédie Italienne[cita requerida] y que le valió en su origen la denominación de Teatro de los Italianos, si bien dicha institución también tuvo sedes de representación dramática en el Théâtre Feydeau, la Sala Favart, el Théâtre Louvois y el actual Théâtre de l'Odéon (antes llamado Théâtre de l'Impératrice).

## Historia
El teatro de la Opéra-Comique fue fundado el 26 de diciembre de 1714 por Catherine Baron y Gautier de Saint-Edme para acoger a compañías cualificadas de teatro. Su repertorio estaba constituido por pantomimas y parodias. Las producciones de la Opéra-Comique se distinguían de los de la Opéra por ser menos exigentes en sus requerimientos.
Los comienzos de la Opéra-Comique fueron difíciles debido a que hubo periodos en los que no se representó ninguna obra: de 1719 a 1720 y de 1722 a 1723. En 1743, Jean Monnet se pone al frente de la dirección de la Opéra-Comique e invita al autor Charles-Simon Favart para abrirlo de nuevo, pero como se hizo a espaldas de los otros teatros parisinos, las autoridades volvieron a cerrarlo de nuevo entre 1745 a 1751. En 1751 se produce la reapertura del teatro bajo la dirección de Jean Monnet.
En 1762, la Opéra-Comique se fusiona con la sala de teatro Comédie-Italienne, con el nombre de Comédie-Italienne o Teatro Italien. En 1780 vuelve a retomar oficialmente el nombre de Opéra-Comique. La sala Favart se inaugura en 1783, situada en el mismo lugar en el que se encuentra hoy el Teatro Nacional de la Opéra-Comique.
Durante la Revolución francesa, la Opéra-Comique continua con sus actividades soportando, no obstante, la dura competencia del Théâtre Feydeau. El 16 de septiembre de 1801 las dos compañías se fusionan para formar el Teatro nacional de la Opéra-Comique. Durante varios años el funcionamiento de la institución oscilará entre un modelo de sociedad de comediantes y un modelo más exigente con un director. El siglo XIX es una época de gran auge para el Teatro de la Opéra-Comique gracias a compositores tales como Adolphe Adam, Daniel-François Auber, Jacques Fromental Halévy, Hector Berlioz, Georges Bizet, Félicien David, Jules Massenet o, incluso, el mismo Nicolas Bochsa, célebre y excéntrico arpista que compuso siete obras que fueron representadas en la Opéra-Comique. Esta sala estrenó la ópera Carmen de Bizet en 1875 y la obra sinfónico-coral La condenación de Fausto, de Berlioz.
El 25 de mayo de 1887 un incendió destruyó el teatro, durante la representación de la ópera Mignon El incendio costó la vida a 80 personas.
Ya en época mucho más reciente, las dificultades financieras del teatro durante los años 30 del siglo XX, provocan la intervención del Estado que, en 1936, reúne la Opéra-Comique y el Teatro de la Ópera de París, formando la Reunión des Théâtres lyriques nationaux (RTLN).
Tras un primer cierre temporal en 1971, el Teatro nacional de la Opéra-Comique cesa por completo su actividad el 30 de noviembre de 1972. En 1974, la Sala Favart, llamada Opéra Studio se convierte en una escuela de formación de actores. En 1978, la Opéra Studio se cierra y pasa a disposición del Teatro nacional de la Ópera.
En 1990, el Teatro Nacional de la Opéra-Comique recobró su autonomía.

## El Teatro nacional de la Opéra-Comique en la actualidad
El teatro se rige hoy por el decreto n.º 2004-1232, que fija el estatuto del Teatro nacional de la Ópera-Cómica. El artículo 2 de este decreto le obliga a unas representaciones más variadas, ya que, además de las obras líricas, pueden representarse obras teatrales. Además su repertorio se extiende, desde un punto de vista histórico-temporal, tanto a la música barroca como a la música contemporánea.
El director de la Opéra-Comique entre 2000 a 2007 fue Jérôme Savary y entre 2007 a 2015 fue Jérôme Deschamps.  El director actual es Olivier Mantei.